# Hala Gorani

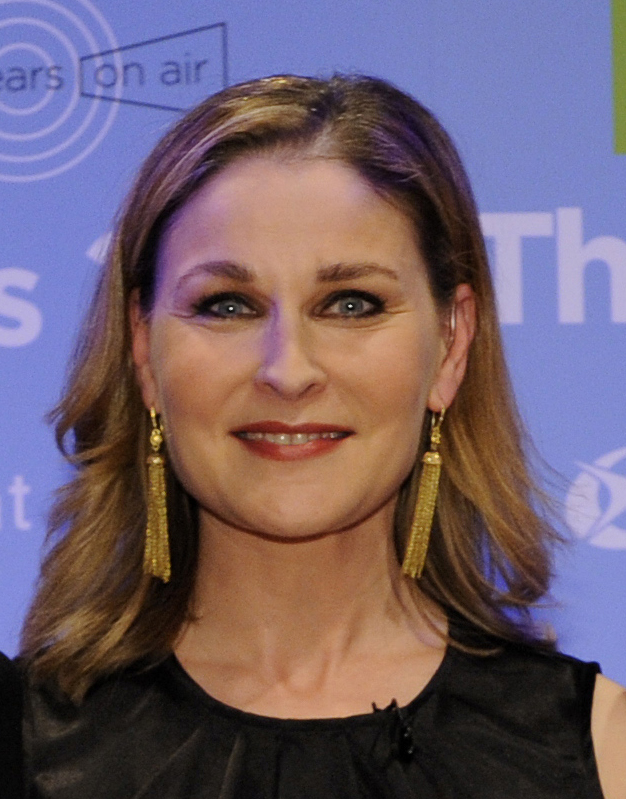
HalaGorani AIB

Hala Basha-Gorani (Seattle, Washington, 1 maart 1970) is een correspondent en presentator voor CNN International. Sinds juni 2014 presenteert ze vanuit Londen het programma "The World Right Now with Hala Gorani."
Gorani groeide op in de Verenigde Staten, Algerije en Frankrijk. Haar ouders komen oorspronkelijk uit Syrië. Ze behaalde haar Bachelor of Science in economie aan de George Mason-universiteit in Fairfax, Virginia, nabij Washington. In 1995 studeerde ze af van de Institut d'études politiques de Paris, ook wel bekend als Sciences Po in Parijs, Frankrijk. Naast Engels spreekt ze ook Frans en Arabisch.
Voordat ze bij CNN in dienst trad, werkte ze bij La Voix du Nord, Agence France-Presse, France 3 en Bloomberg Television.. In 1998 begon ze met haar werk bij CNN en presenteerde ze 'CNN Today'. Vanaf 2003 reisde ze naar verschillende landen in het Midden-Oosten voor het programma 'Inside the Middle East.' Ze was in dat gebied ook actief als correspondent. Tijdens de Israëlisch-Libanese Oorlog in 2006 maakte ze deel uit van de groep verslaggevers en in 2011 deed ze vanuit Caïro, Egypte verslag van de Arabische Lente.
Naast haar werk als correspondent in het Midden-Oosten presenteerde ze vanaf 2006 samen met Jim Clancy 'Your World Today' vanuit Atlanta. Van 2009 tot 2014 presenteerde ze 'I-Desk.'. In juni verhuisde ze naar Londen waar ze 'The World Right Now with Hala Gorani' presenteert.